# Équipe du Maroc de football à la Coupe d'Afrique des nations 2013
Cet article relate le parcours de l’équipe du Maroc lors de la Coupe d'Afrique des nations 2013 organisée en Afrique du Sud du 19 janvier 2013 au 10 février 2013.

## Effectif actuel

### Encadrement technique

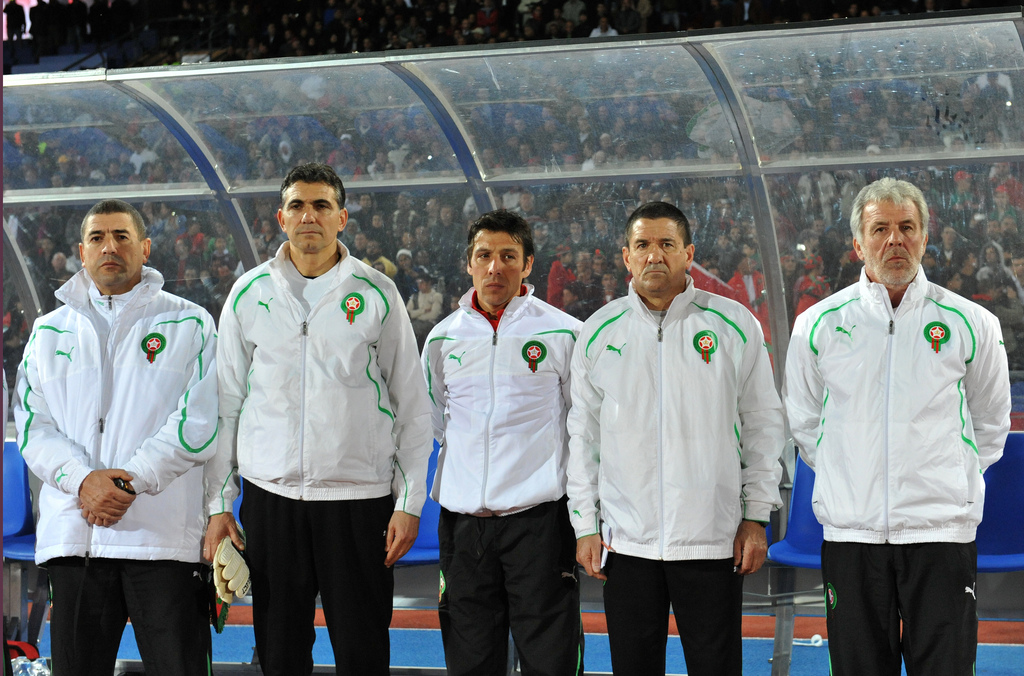
Encadrement technique lors de la rencontre Maroc - Niger (3-0 pour le Maroc)

| Staff Technique          | Staff Technique    | Staff Technique | Staff Technique |
| ------------------------ | ------------------ | --------------- | --------------- |
| Entraîneur/Sélectionneur | Rachid Taoussi     | depuis 2012     |                 |
| Adjoint                  | Walid Regragui     | depuis 2012     |                 |
| Adjoint                  | Rachid Benmahmoud  | depuis 2012     |                 |
| Préparateur Physique     | Salaheddine Lahlou | depuis 2012     |                 |
| Médecin                  | Abderrazak Hitfi   | depuis 2008     |                 |
| Entraîneur des gardiens  | Saïd Baddou        | depuis 2012     |                 |
| Physiothérapeute         | Fadal Farhat       | depuis 2012     |                 |
| Physiothérapeute         | Karim Serhane      | depuis 2012     |                 |

## Matchs

### CAN 2013

#### Groupe A
| Rang | Équipe         | Pts | J | G | N | P | Bp | Bc | Diff |
| ---- | -------------- | --- | - | - | - | - | -- | -- | ---- |
| 1    | Afrique du Sud | 5   | 3 | 1 | 2 | 0 | 4  | 2  | +2   |
| 2    | Cap-Vert       | 5   | 3 | 1 | 2 | 0 | 3  | 2  | +1   |
| 3    | Maroc          | 3   | 3 | 0 | 3 | 0 | 3  | 3  | 0    |
| 4    | Angola         | 1   | 3 | 0 | 1 | 2 | 1  | 4  | -3   |

| 19 Janvier 2013 | Angola | 0 – 0 | Maroc | National Stadium, Johannesbourg                                            |                                                                            |
| 21:00           |        |       |       | Spectateurs : 25 000 [réf. nécessaire] Arbitrage : Badara Diatta (Sénégal) | Spectateurs : 25 000 [réf. nécessaire] Arbitrage : Badara Diatta (Sénégal) |
| 21:00           | Report |       |       | Spectateurs : 25 000 [réf. nécessaire] Arbitrage : Badara Diatta (Sénégal) | Spectateurs : 25 000 [réf. nécessaire] Arbitrage : Badara Diatta (Sénégal) |

| Angola | Maroc |

| ANGOLA :        |    |                 |     |     |
|                 |    |                 |     |     |
| GK              | 1  | Lamá            |     |     |
| RB              | 3  | Lunguinha       |     | 77e |
| CB              | 4  | Dani Massunguna |     |     |
| CB              | 13 | Bastos          |     |     |
| LB              | 15 | Miguel          |     |     |
| RM              | 18 | Geraldo         |     | 81e |
| CM              | 6  | Dédé            |     |     |
| CM              | 16 | Pirolito        |     |     |
| LM              | 20 | Mingo Bile      |     | 46e |
| CF              | 9  | Manucho         | 33e |     |
| CF              | 17 | Mateus          |     |     |
| Substitutions : |    |                 |     |     |
| FW              | 23 | Guilherme       |     | 46e |
| DF              | 2  | Marco Airosa    |     | 77e |
| MF              | 11 | Gilberto        |     | 81e |
| Manager :       |    |                 |     |     |
| Gustavo Ferrín  |    |                 |     |     |

| MAROC:          |    |                        |     |     |
|                 |    |                        |     |     |
| GK              | 1  | Nadir Lamyaghri        |     |     |
| RB              | 2  | Abderrahim Achchakir   |     |     |
| CB              | 17 | Issam El Adoua         |     |     |
| CB              | 5  | Mehdi Benatia          | 55e |     |
| LB              | 15 | Abdelhamid El Kaoutari |     |     |
| RM              | 21 | Nordin Amrabat         |     |     |
| CM              | 6  | Adil Hermach           | 25e |     |
| CM              | 8  | Karim El Ahmadi        |     | 81e |
| LM              | 11 | Oussama Assaidi        |     |     |
| CF              | 14 | Mounir El Hamdaoui     |     | 71e |
| CF              | 7  | Abdelaziz Barrada      |     | 64e |
| Substitutions : |    |                        |     |     |
| MF              | 10 | Younès Belhanda        | 76e | 64e |
| FW              | 9  | Youssef El-Arabi       |     | 71e |
| MF              | 18 | Chahir Belghazouani    |     | 81e |
| Manager :       |    |                        |     |     |
| Rachid Taoussi  |    |                        |     |     |

| Homme du Match:[réf. nécessaire] Geraldo (Angola) Arbitres assistants: Djibril Camara (Sénégal) El Hadji Samba (Sénégal) 4e arbitre: Koman Coulibaly (Mali) |

| 23 Janvier 2013 | Maroc        | 1 – 1 | Cap-Vert    | Moses Mabhida Stadium, Durban                                             |                                                                           |
| 20:00           | El-Arabi 78e |       | Platini 35e | Spectateurs : 25 000 [réf. nécessaire] Arbitrage : Janny Sikazwe (Zambie) | Spectateurs : 25 000 [réf. nécessaire] Arbitrage : Janny Sikazwe (Zambie) |
| 20:00           | Report       |       |             | Spectateurs : 25 000 [réf. nécessaire] Arbitrage : Janny Sikazwe (Zambie) | Spectateurs : 25 000 [réf. nécessaire] Arbitrage : Janny Sikazwe (Zambie) |

| Morocco | Cap Vert |

| MAROC :         |    |                      |     |     |
|                 |    |                      |     |     |
| GK              | 1  | Nadir Lamyaghri      |     |     |
| RB              | 2  | Abderrahim Achchakir | 21e |     |
| CB              | 5  | Mehdi Benatia        |     |     |
| CB              | 17 | Issam El Adoua       |     |     |
| LB              | 3  | Zakarya Bergdich     |     |     |
| DM              | 8  | Karim El Ahmadi      |     |     |
| DM              | 7  | Abdelaziz Barrada    | 65e |     |
| RM              | 21 | Nordin Amrabat       |     | 46e |
| CM              | 10 | Younès Belhanda      | 62e | 65e |
| LM              | 11 | Oussama Assaidi      |     | 54e |
| CF              | 14 | Mounir El Hamdaoui   |     |     |
| Substitutions : |    |                      |     |     |
| FW              | 9  | Youssef El-Arabi     | 70e | 46e |
| MF              | 18 | Chahir Belghazouani  |     | 54e |
| MF              | 19 | Kamel Chafni         |     | 65e |
| Manager :       |    |                      |     |     |
| Rachid Taoussi  |    |                      |     |     |

| CAP VERT:       |    |                 |     |     |
|                 |    |                 |     |     |
| GK              | 1  | Vozinha         |     |     |
| RB              | 14 | Gégé            |     |     |
| CB              | 3  | Fernando Varela |     |     |
| CB              | 6  | Nando           | 67e |     |
| LB              | 18 | Nivaldo         |     |     |
| DM              | 8  | Toni Varela     |     |     |
| RM              | 15 | Marco Soares    |     |     |
| LM              | 5  | Babanco         |     |     |
| AM              | 7  | Platini         |     | 71e |
| CF              | 11 | Julio Tavares   |     | 90e |
| CF              | 20 | Ryan Mendes     | 38e | 75e |
| Substitutions : |    |                 |     |     |
| MF              | 17 | Ronny           |     | 71e |
| MF              | 10 | Héldon Ramos    |     | 75e |
| DF              | 4  | Guy Ramos       |     | 90e |
| Manager :       |    |                 |     |     |
| Lúcio Antunes   |    |                 |     |     |

| Homme du Match:[réf. nécessaire] Ryan Mendes (Cap Vert) Arbitres assistants: Malik Alidu Salifu (Ghana) David Laryea (Ghana) 4e arbitre: Slim Jedidi (Tunisie) |

| 27 Janvier 2013 | Maroc                     | 2 – 2 | Afrique du Sud              | Moses Mabhida Stadium, Durban                                              |                                                                            |
| 19:00           | El Adoua 10e · Hafidi 82e |       | Mahlangu 71e · Sangweni 86e | Spectateurs : 45 000 [réf. nécessaire] Arbitrage : Bakary Gassama (Gambie) | Spectateurs : 45 000 [réf. nécessaire] Arbitrage : Bakary Gassama (Gambie) |
| 19:00           | Report                    |       |                             | Spectateurs : 45 000 [réf. nécessaire] Arbitrage : Bakary Gassama (Gambie) | Spectateurs : 45 000 [réf. nécessaire] Arbitrage : Bakary Gassama (Gambie) |

| Maroc | Afrique du Sud |

| MAROC :         |    |                        |     |     |
|                 |    |                        |     |     |
| GK              | 1  | Nadir Lamyaghri        |     |     |
| RB              | 2  | Abderrahim Achchakir   |     |     |
| CB              | 5  | Mehdi Benatia          |     |     |
| CB              | 4  | Ahmed Kantari          |     |     |
| LB              | 15 | Abdelhamid El Kaoutari |     |     |
| DM              | 17 | Issam El Adoua         |     |     |
| CM              | 19 | Kamel Chafni           | 66e |     |
| RW              | 13 | Youssef Kaddioui       |     | 53e |
| AM              | 7  | Abdelaziz Barrada      |     | 75e |
| LW              | 18 | Chahir Belghazouani    | 28e | 63e |
| CF              | 9  | Youssef El-Arabi       |     |     |
| Substitutions : |    |                        |     |     |
| MF              | 23 | Abdelilah Hafidi       | 57e | 53e |
| MF              | 3  | Zakaria Bergdich       |     | 63e |
| FW              | 14 | Mounir El Hamdaoui     |     | 75e |
| Manager :       |    |                        |     |     |
| Rachid Taoussi  |    |                        |     |     |

| AFRIQUE DU SUD: |    |                        |     |       |
|                 |    |                        |     |       |
| GK              | 16 | Itumeleng Khune        |     |       |
| RB              | 5  | Anele Ngcongca         | 34e |       |
| CB              | 21 | Siyabonga Sangweni     |     |       |
| CB              | 14 | Bongani Khumalo        |     |       |
| LB              | 3  | Tsepo Masilela         |     |       |
| DM              | 15 | Dean Furman            |     |       |
| RM              | 18 | Thuso Phala            |     |       |
| CM              | 19 | May Mahlangu           |     | 90+2e |
| LM              | 17 | Bernard Parker         | 74e | 76e   |
| CF              | 23 | Tokelo Rantie          |     |       |
| CF              | 9  | Katlego Mphela         |     | 51e   |
| Substitutions : |    |                        |     |       |
| FW              | 10 | Thulani Serero         |     | 51e   |
| MF              | 12 | Reneilwe Letsholonyane |     | 76e   |
| MF              | 13 | Kagisho Dikgacoi       |     | 90+2e |
| Manager :       |    |                        |     |       |
| Gordon Igesund  |    |                        |     |       |

| Homme du Match :[réf. nécessaire] Itumeleng Khune (Afrique du Sud) Arbitres assistants: Yéo Songuifolo (Côte d'Ivoire) Jean-Claude Birumushahu (Burundi) 4e arbitre: Mohamed Benouza (Algérie) |